# Сушево (община Куманово)
Сушево (мак. Сушево) — село у Північній Македонії, входить до складу общини Куманово Північно-Східного регіону.
Населення — 34 особи (перепис 2002) в 19 господарствах.